# Embajada de España en Serbia
La Embajada de España en Serbia es la máxima representación legal del Reino de España en la República de Serbia. También está acreditada en Montenegro (2007).

## Embajador
El actual embajador es Raúl Bartolomé Molina, quien fue nombrado por el gobierno de Pedro Sánchez el 22 de abril de 2019.

## Misión diplomática
La embajada española en Serbia se ubica en la capital del país balcánico, Belgrado, creada en los años 20 del siglo XX y que ha servido como sede de la representación española en los diferentes estados que se han constituido en la zona.

## Historia
Hasta 1992 Serbia era una de las repúblicas que constituían la antigua República Federativa Socialista de Yugoslavia (RFSY) desaparecida como consecuencia de las Guerras yugoslavas, por lo que las relaciones entre España y el país balcánico se hacía a través de la Embajada española en Belgrado. La República Federal de Yugoslavia (RFY) fue el estado sucesor de la RFSY, por lo que la representación española continuó en la misma ciudad.
Debido a las presiones diplomáticas, la RFY cambió su nombre por la Unión Estatal de Serbia y Montenegro, aunque las relaciones siguieron dependiendo de la Embajada española en la capital del país. Con la separación de Montenegro (2006), Serbia declaró su propia independencia. España mantiene su embajada en la ciudad de Belgrado ante las autoridades serbias.

## Demarcación
Actualmente la demarcación de Serbia incluye:
- Montenegro: hasta 2006 Montenegro formaba una federación con Serbia conocida como Unión Estatal de Serbia y Montenegro. Como estaba prevista en la constitución del país, Montenegro ejerció su derecho de separación y el 21 de mayo de 2006, en un plebiscito, el 55,4% de la población montenegrina apoyó la independencia de este territorio. Desde ese momento los asuntos diplomáticos de Montenegro están incluidos en la demarcación de la Embajada de España en Serbia.